# Kelbadjar (raion)
Kelbadjar ou Kalbajar, ou Kəlbəcər selon la graphie azérie, est un raion d'Azerbaïdjan, dont le chef-lieu est Kelbadjar. Il fait partie de la région économique du Zanguezour oriental.

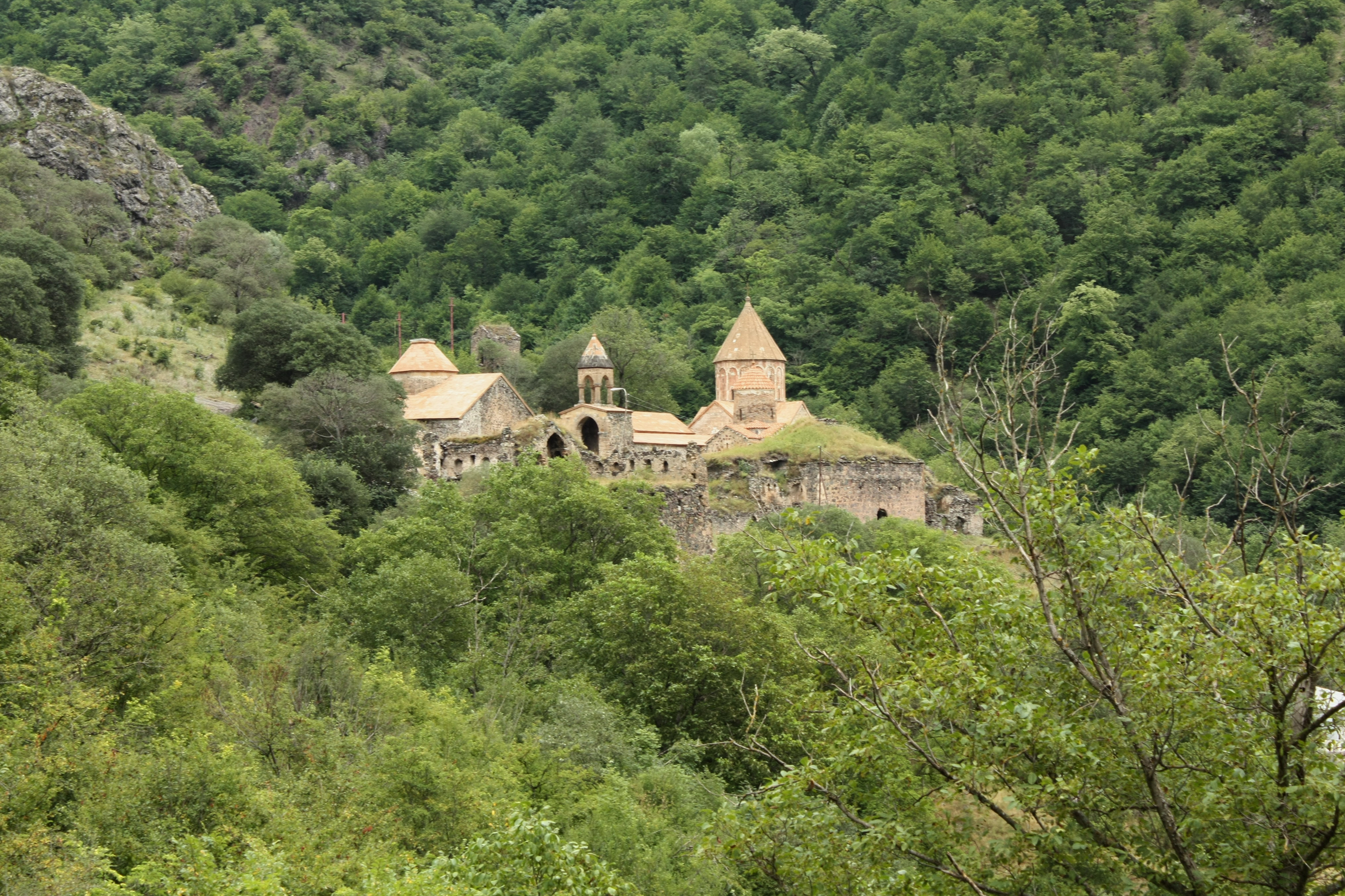
Monastère de Dadivank

## Géographie
Le raion s'étend sur 3 050 km2 à l'extrémité ouest de l'Azerbaïdjan et est frontalier de l'Arménie.

## Histoire
La région entre les montagnes du Karabagh et du Zanguezour commence à être peuplée de tribus nomades kurdes au XVIIIe siècle. De 1923 à 1929, la région fait partie du Kurdistan rouge, entité administrative de la république socialiste soviétique d'Azerbaïdjan. Le raion de Kelbadjar est créé en 1930. Elle partage sa frontière à l’ouest avec la république d’Arménie.
Au cours de la première guerre du Haut-Karabagh, le raion est occupé à partir de 1993 par la république autoproclamée du Haut-Karabagh qui l'intègre dans ses régions de Chahoumian et de Martakert. L'ONU continue de reconnaître cette région comme faisant partie du territoire de l'Azerbaïdjan conformément à la résolution 822 du Conseil de sécurité[réf. à confirmer].
À l'issue de la deuxième guerre du Haut-Karabakh de l'automne 2020, un accord est conclu entre l'Arménie, l'Azerbaïdjan et la Russie. Il entre en vigueur le 10 novembre et prévoit notamment qu'une grande partie de la région doit être restituée à l'Azerbaïdjan le 15 novembre. Cependant ce dernier accorde un délai en reportant la date limite de retrait des forces arméniennes au 25 novembre. Le retour de ce territoire sous souveraineté azerbaïdjanaise est donc effectif à cette date, mais une partie à l'est demeure sous le contrôle du Haut-Karabagh, dans la région de Martakert. À la suite de l'offensive éclair des forces armées azerbaïdjanaises les 19 et 20 septembre 2023, l'ensemble du Haut-Karabagh passe sous le contrôle effectif de l'Azerbaïdjan.
En décembre 2023, la partie orientale est scindée et rattachée au nouveau raion d'Aghdara.

## Sites et monuments
Le raion abrite 750 monuments et sites culturels arméniens dont des églises, des monastères, des forteresses et des khatchkars. Le plus connu est le monastère de Dadivank (Xudavəng),.